# Tirso
Tirso – największa i najważniejsza rzeka na Sardynii, o długości 150 km.